# Oxcarbazepină
Oxcarbazepina este un medicament derivat de dibenzazepină, care este utilizat ca agent antiepileptic, în tratamentul unor tipuri de epilepsie, dar și în tulburarea bipolară. Este un derivat structural de carbamazepină. Calea de administrare disponibilă este cea orală.

## Utilizări medicale
Oxcarbazepina este utilizată în controlul unor tipuri de epilepsie, precum convulsiile parțiale la adulți și copii, sau ca tratament adjuvant al acestora. Similar cu carbamazepina, este utilizată și în tratamentul nevralgiei de trigemen.